# Long Preston
Long Preston est un village et une paroisse civile du Yorkshire du Nord, en Angleterre.